# Chiquititas (telenovela brasileña de 1997)
Chiquititas, también conocida como Chiquititas 1997 o Chiquititas Brasil, es la primera versión brasileña de la telenovela argentina Chiquititas. Producida y emitida de 1997 a 2001 por SBT, en asociación con Telefe, la telenovela fue protagonizada por las actrices brasileñas Flávia Monteiro como Carolina "Carol" Correia, Fernanda Souza como Mili y Débora Falabella como Estrela, siendo el estreno en las carreras de las dos últimas actrices recién citadas.
Basada en la versión original homónima creada y producida por Cris Morena, la telenovela cuenta la historia de un grupo de huérfanos que viven en un orfanato conocido como Raio de Luz (en español: Rayo de Luz), cuyas vidas son tocadas y cambiadas por Carol. Sus experiencias como el descubrimiento del primer amor, los engaños, la soledad y la amistad, así como aventuras en la fantasía, están representadas a lo largo de la telenovela. La narrativa se ve reforzada por temas musicales y videos. La telenovela brasileña duró cinco temporadas hasta que el contrato de SBT con Telefe terminó en 2001.
El 19 de septiembre de 2012, SBT anunció una nueva versión de Chiquititas, que se estrenó el 15 de julio de 2013 siguiendo los buenos índices de audiencia obtenidos por el remake de 2012 de Carrusel. A diferencia de Chiquititas Brasil, la nueva producción de Chiquititas fue hecha íntegramente en Brasil, y fue la primera versión sin la participación de Cris Morena.

## Elenco
| Elenco de Adultos         | Elenco de Adultos              | Elenco de Adultos | Elenco de Adultos | Elenco de Adultos | Elenco de Adultos | Elenco de Adultos | Elenco de Adultos |
| Actor/Actriz              | Personaje                      | Estaciones        | Estaciones        | Estaciones        | Estaciones        | Estaciones        | Estaciones        |
| Actor/Actriz              | Personaje                      | 1 (1997)          | 2 (1997-1998)     | 2 (1997-1998)     | 3 (1999)          | 4 (1999)          | 5 (2000-01)       |
| Actor/Actriz              | Personaje                      | 1 (1997)          | 1ª Fase (1997-98) | 2ª Fase (1998)    | 3 (1999)          | 4 (1999)          | 5 (2000-01)       |
| ------------------------- | ------------------------------ | ----------------- | ----------------- | ----------------- | ----------------- | ----------------- | ----------------- |
| Flávia Monteiro           | Carolina "Carol" Correia       | Fixo              | Fixo              | Fixo              | Fixo              | Fixo              | Fixo              |
| Alex Benn                 | José Ricardo Júnior "Júnior"   | Fixo              |                   |                   |                   |                   |                   |
| Débora Olivieri           | Carmem Almeida Campos          | Fixo              | Fixo              | Fixo              | Fixo              | Participación     |                   |
| Gésio Amadeu              | Chico                          | Fixo              | Fixo              |                   |                   |                   |                   |
| Magali Biff               | Ernestina Alves                | Recurrente        | Fixo              |                   |                   | Participación     |                   |
| Magali Biff               | Matilde Alves / Martírio       | Fixo              | Fixo              | Participación     |                   | Fixo              |                   |
| Rogério Márcico           | José Ricardo Almeida Campos    | Fixo              |                   |                   |                   |                   |                   |
| Neusa Maria Faro          | Valentina Pereira              | Fixo              |                   |                   |                   |                   |                   |
| Cláudia Santos            | Gabriela Almeida Campos        | Fixo              | Participación     |                   |                   |                   |                   |
| Vanusa Ferlin             | Gabriela Almeida Campos        |                   | Participación     | Fixo              |                   |                   |                   |
| Fabiana Uria              | Cíntia Wener/Cíntia Camargo    | Fixo              |                   |                   |                   |                   |                   |
| Fábio Aste                | Armando                        | Fixo              |                   |                   |                   |                   |                   |
| Fábio Aste                | Doctor                         |                   |                   |                   |                   |                   | Participación     |
| Jiddu Pinheiro            | Roberto "Beto" Correia         | Fixo              | Fixo              |                   |                   |                   |                   |
| Luciana Vicente           | Clarita                        | Fixo              | Participación     |                   |                   |                   |                   |
| Carmela Medeiros          | Maria Cecília                  | Fixo              |                   |                   |                   |                   |                   |
| Carlos Mezquita           | Tobias                         | Fixo              |                   |                   |                   |                   |                   |
| Cecilia Arellano          | Leticia                        | Participación     |                   |                   |                   |                   |                   |
| Carlos Weigle             | Detetive Solano                | Participación     |                   |                   |                   |                   |                   |
| Cintia Grillo             | Mariana                        | Participación     |                   |                   |                   |                   |                   |
| Aldine Muller             | Drª Marisa                     | Participación     |                   |                   |                   |                   |                   |
| Francarlos Reis           | Cícero                         | Participación     |                   |                   |                   |                   |                   |
| Cacá Amaral               | Cícero                         |                   | Participación     |                   |                   |                   |                   |
| Nelson Freitas            | Fernando Brausen               | Recurrente        | Fixo              | Fixo              | Fixo              |                   |                   |
| Sebastião Campos          | Juez Maia                      | Participación     |                   |                   |                   |                   |                   |
| Bibi Vogel                | Fernanda Veiga Lopes           | Fixo              |                   |                   |                   |                   |                   |
| Maria Estela              | Emília                         | Participación     |                   |                   |                   |                   |                   |
| Carlos Mena               | Juez Mendes                    | Recurrente        | Recurrente        | Recurrente        | Recurrente        | Recurrente        | Recurrente        |
| Dino Moreno               | Dr. Ferashi                    | Recurrente        | Recurrente        |                   |                   |                   |                   |
| Matheus Carrieri          | Miguel Pereira                 |                   | Fixo              |                   |                   |                   |                   |
| Cristina Bessa            | Roberta                        |                   | Fixo              |                   |                   |                   |                   |
| Omar Calicchio            | Alfredo                        |                   | Fixo              | Fixo              | Fixo              | Fixo              | Fixo              |
| Gabriel Pinheiro          | João Pedro                     |                   | Fixo              |                   |                   |                   |                   |
| Manuela Assunção          | Linda Ribeiro                  |                   | Fixo              |                   |                   |                   |                   |
| Nelson Baskerville        | Henrique Ribeiro               |                   | Fixo              |                   |                   |                   |                   |
| Leonardo Franco           | Otávio                         |                   | Recurrente        |                   |                   |                   |                   |
| Karine Carballo           | Renata                         |                   | Recurrente        |                   |                   |                   |                   |
| Eliana César              | Sônia                          |                   | Recurrente        |                   |                   |                   |                   |
| Denise Fraga              | Ella misma                     |                   | Participación     |                   |                   |                   |                   |
| Lavínia Pannunzio         | Solange Ramos                  |                   | Participación     |                   |                   |                   |                   |
| Lissandro Kaell Gemellaro | Vicente                        |                   | Participación     |                   |                   |                   |                   |
| Lissandro Kaell Gemellaro | Fantasma / Edward              |                   |                   |                   |                   | Participación     |                   |
| Luiz Fernando Petzhold    | Juca                           |                   | Participación     |                   |                   |                   |                   |
| Glória Portella           | Cláudia                        |                   | Participación     |                   |                   |                   |                   |
| Jayme Berenguer           | Axel                           |                   | Participación     | -                 | -                 | -                 | -                 |
| Antônio Celso Batista     | Oliveira Andrade               |                   | Participación     |                   |                   |                   |                   |
| Luka Ribeiro              | Décio                          |                   | Participación     |                   |                   |                   |                   |
| Gustavo Haddad            | Cadu                           |                   | Participación     | Fixo              | Fixo              |                   |                   |
| Tânia Bondezan            | Amélia                         |                   | Participación     | Recurrente        |                   |                   |                   |
| Patrícia Rozas            | Fernanda                       |                   | Participación     |                   |                   |                   |                   |
| Patrícia Rozas            | Susana                         |                   |                   |                   |                   | Participación     |                   |
| Malu Rocha                | Marina                         |                   | Participación     |                   |                   |                   |                   |
| Paulo Leite Filho         | Isidoro                        |                   | Participación     |                   |                   |                   |                   |
| Ana Trindade              | Laura                          |                   |                   | Fixo              | Fixo              |                   |                   |
| Luiz Fernando Petzhold    | Juca                           |                   | Participación     |                   |                   |                   |                   |
| Daniel Natanson           | Comprador del Hogar (Cap. 290) |                   | Participación     |                   |                   |                   |                   |
| Marcos Pasquim            | Felipe / Manuel                |                   |                   | Fixo              | Fixo              | Fixo              |                   |
| Guilherme Lima            | Luca                           |                   |                   | Fixo              |                   |                   |                   |
| Imara Reis                | Helena Kruegger                |                   |                   | Fixo              | Fixo              | Fixo              |                   |
| Bianca Rinaldi            | Andréa                         |                   |                   | Fixo              | Fixo              |                   |                   |
| Ariel Moshe               | Horácio / Salvador             |                   |                   | Fixo              | Fixo              | Participación     |                   |
| Lyliá Virna               | Julieta                        |                   |                   | Fixo              | Fixo              |                   |                   |
| Lourdes de Morais         | Drª Cecília                    |                   |                   | Participación     | Participación     |                   |                   |
| Felipe Wagner             | Abogado                        |                   |                   | Participación     | Participación     |                   |                   |
| Felipe Siqueira           | Mauro                          |                   |                   | Recurrente        |                   |                   |                   |
| Mauge Manigot             | Gardênia                       |                   |                   | Recurrente        | Recurrente        | Recurrente        |                   |
| Ângela Correa             | Amanda Duarte                  |                   |                   | Participación     | Fixo              |                   | Participación     |
| Valéria Sândalo           | Teresa                         |                   |                   | Participación     | Fixo              | Fixo              |                   |
| César Pezzuoli            | Rogério                        |                   |                   | Participación     |                   |                   |                   |
| Fernando Neves            | Zigfrido                       |                   |                   |                   | Fixo              |                   |                   |
| Barbara Frank             | Paula                          |                   |                   |                   | Participación     |                   |                   |
| Norberto Lewin            | Valdir                         |                   |                   |                   | Participación     |                   |                   |
| Norberto Lewin            | Policía                        |                   |                   |                   |                   |                   | Participación     |
| Miriam Lins               | Elza                           |                   |                   |                   | Participación     |                   |                   |
| Giovanna Ribeiro          | Lisa                           |                   |                   |                   | Participación     |                   |                   |
| Ana Mendes                | Drª Camila                     |                   |                   |                   | Participación     |                   |                   |
| Silvia Oliva              | Oficial de Justiça             |                   |                   |                   | Participación     |                   |                   |
| Téo José                  | Narrador                       |                   |                   |                   | Participación     |                   |                   |
| André Cursino             | Álvaro                         |                   |                   |                   |                   | Fixo              | Fixo              |
| Cristina Sano             | Satiko                         |                   |                   |                   |                   | Fixo              |                   |
| Carlos Mani               | Renato                         |                   |                   |                   |                   | Fixo              |                   |
| Daniela Couto             | Glória                         |                   |                   |                   |                   | Participación     |                   |
| Carlos Mariano            | Emílio                         |                   |                   |                   |                   | Participación     |                   |
| Fátima Oliveira           | Lourdes                        |                   |                   |                   |                   | Participación     |                   |
| Anama Ferreira            | Monique                        |                   |                   |                   |                   | Participación     |                   |
| Luciene Adami             | Lívia                          |                   |                   |                   |                   | Participación     |                   |
| Odaisa Otero              | Neli                           |                   |                   |                   |                   | Participación     |                   |
| Lia de Aguiar             | Condessa D'Egmont              |                   |                   |                   |                   | Fixo              |                   |
| Roberto Arduim            | Samuel                         |                   |                   |                   |                   | Fixo              |                   |
| Odaisa Alves              | Hugo                           |                   |                   |                   |                   | Participación     |                   |
| Elisa Nunes               | Eugênia                        |                   |                   |                   |                   | Participación     |                   |
| Elisa Nunes               | Amiga de Cora                  |                   |                   |                   |                   |                   | Participación     |
| Débora Falabella          | Estrela                        |                   |                   |                   |                   | Participación     | Fixo              |
| Rodrigo Erquicia          | Homem-Gato                     |                   |                   |                   |                   | Participación     |                   |
| Rodrigo Erquicia          | Jorge                          |                   |                   |                   |                   |                   | Participación     |
| Carmo Dalla Vecchia       | Rian                           |                   |                   |                   |                   |                   | Fixo              |
| Serafim Gonzalez          | Tonico                         |                   |                   |                   |                   |                   | Fixo              |
| Larissa Bracher           | Cora                           |                   |                   |                   |                   |                   | Fixo              |
| Malu Pessin               | Inácia "Iaiá"                  |                   |                   |                   |                   |                   | Fixo              |
| Gilda Gentile             | Selma                          |                   |                   |                   |                   |                   | Fixo              |
| Ivana Peychaux            | Irmã Luiza                     |                   |                   |                   |                   |                   | Fixo              |
| Marcello H.               | Baltazar                       |                   |                   |                   |                   |                   | Participación     |
| Maria Luz Bridger         | Lígia                          |                   |                   |                   |                   |                   | Participación     |
| Yara de Novaes            | Lurdinha                       |                   |                   |                   |                   |                   | Participación     |
| Gerson Steves             | Nabuco                         |                   |                   |                   |                   |                   | Participación     |
| Osmar Bornes Jr.          | Delegado                       |                   |                   |                   |                   |                   | Participación     |
| Ernando Thiago            | David Monteiro                 |                   |                   |                   |                   |                   | Participación     |
| Edson Fieschi             | Hermes Borges                  |                   |                   |                   |                   |                   | Participación     |
| Vanessa Santetti          | Jade                           |                   |                   |                   |                   |                   | Participación     |
| Norberto Lewin            | Policía                        |                   |                   |                   |                   |                   | Participación     |
| Daniela Marcondes         | Clarisse                       |                   |                   |                   |                   |                   | Participación     |
| Marcia Houri              | Karine                         |                   |                   |                   |                   |                   | Participación     |
| Claudio Zacarías          | Él mismo                       |                   |                   |                   |                   |                   | Participación     |
| Elenco de Niños           |                                |                   |                   |                   |                   |                   |                   |
| Actor/Actriz              | Personaje                      | Estaciones        | Estaciones        | Estaciones        | Estaciones        | Estaciones        | Estaciones        |
| Actor/Actriz              | Personaje                      | 1 (1997)          | 1 (1997-1998⁹)    | 1 (1997-1998⁹)    | 3 (1999)          | 4 (1999)          | 5 (2000-01)       |
| Actor/Actriz              | Personaje                      | 1 (1997)          | 1ª Fase (1997-98) | 2ª Fase (1998)    | 3 (1999)          | 4 (1999)          | 5 (2000-01)       |
| Fernanda Souza            | Milena "Mili" Pereira          | Fixo              | Fixo              | Fixo              |                   |                   |                   |
| Aretha Oliveira           | Patricia "Pata"                | Fixo              | Fixo              | Fixo              | Fixo              | Fixo              | Fixo              |
| Francis Helena            | Cristina "Cris"                | Fixo              | Fixo              | Participación     |                   |                   |                   |
| Renata Del Bianco         | Viviane "Vivi"                 | Fixo              | Recurrente        |                   |                   |                   |                   |
| Gisele Frade              | Beatriz "Bia"                  | Fixo              | Fixo              |                   |                   |                   |                   |
| Ana Olivia Seripieri      | Tatiane "Tati"                 | Fixo              | Fixo              | Fixo              | Fixo              | Fixo              |                   |
| Beatriz Botelho           | Luciana "Ana"                  | Fixo              | Fixo              |                   |                   |                   |                   |
| Giselle Medeiros          | Daniela "Dani"                 | Fixo              | Fixo              |                   |                   |                   |                   |
| Pierre Bittencourt        | Felipe "Mosca"                 | Fixo              | Fixo              | Fixo              | Fixo              | Fixo              | Fixo              |
| Felipe Chammas            | Rafael "Rafa"                  | Fixo              | Fixo              | Fixo              |                   |                   |                   |
| Luan Ferreira             | Rubens "Binho"                 | Fixo              | Fixo              |                   |                   |                   |                   |
| Bruno de Andrade          | Matias                         | Fixo              | Participación     |                   |                   |                   |                   |
| Paulo Nigro               | Júlio                          | Fixo              | Fixo              |                   |                   |                   |                   |
| Carla Diaz                | Maria                          | Recurrente        | Fixo              | Fixo              | Fixo              | Fixo              |                   |
| Laura Feliciano           | Boneca Laura                   | Participación     | Fixo              |                   |                   |                   |                   |
| Mariane Oliva             | Marian                         |                   | Fixo              | Fixo              | Fixo              | Fixo              |                   |
| Thiago de Oliveira        | Thiago                         |                   | Fixo              | Participación     |                   |                   |                   |
| Pollyana López            | Pollyanna "Polly"              |                   | Fixo              |                   |                   |                   |                   |
| Fábio Wu                  | Fábio                          |                   | Fixo              |                   |                   |                   |                   |
| Thiago Pinheiro           | Guilherme "Guile"              |                   | Fixo              |                   |                   |                   |                   |
| Jéssica Nigro             | Rosa                           |                   | Fixo              |                   |                   |                   |                   |
| Jonatas Faro              | Samuel "Samuca"                |                   | Participación     | Fixo              | Fixo              | Fixo              |                   |
| Allan César Dias          | Manuel "Neco"                  |                   | Participación     | Fixo              | Fixo              | Fixo              | Fixo              |
| Elisa Veeck               | Maria Francisca "Fran"         |                   | Participación     | Fixo              | Fixo              | Fixo              | Fixo              |
| Victória Rocha            | Nádia                          |                   |                   | Fixo              | Fixo              | Fixo              |                   |
| Thiago Farias             | Gigio                          |                   |                   | Fixo              | Fixo              | Fixo              |                   |
| Marina Belluzzo           | Lúcia                          |                   |                   | Fixo              | Fixo              | Fixo              | Fixo              |
| Camila Beluzzo            | Dina                           |                   |                   | Fixo              | Fixo              | Fixo              |                   |
| Vivian Nagura             | Isabel "Bel"                   |                   |                   | Fixo              | Fixo              | Fixo              | Fixo              |
| Karen Rocca               | Januária "Janu"                |                   |                   | Fixo              | Fixo              |                   |                   |
| Chico Abreu               | Tatu                           |                   |                   | Fixo              | Fixo              | Fixo              | Fixo              |
| Rafael Pongelupi          | André                          |                   |                   | Fixo              | Fixo              |                   |                   |
| Cauê Braga                | Diego                          |                   |                   | Fixo              | Fixo              |                   |                   |
| Nikolas Maciel            | Janjão                         |                   |                   | Fixo              | Fixo              | Fixo              |                   |
| Gabriela Lebron           | Lila                           |                   |                   | Participación     | Fixo              | Fixo              |                   |
| Gabriel Belluzzo          | Maurício                       |                   |                   | Participación     | Recurrente        | Recurrente        | Fixo              |
| Gabriela Miranda          | Keila                          |                   |                   | Participación     |                   |                   |                   |
| Jander Veeck              | Zeca                           |                   |                   |                   | Fixo              | Fixo              | Fixo              |
| Felipe Reis               | Léo                            |                   |                   |                   | Participación     |                   |                   |
| Sthefany Brito            | Hannelore "Hanne"              |                   |                   |                   |                   | Fixo              | Fixo              |
| Thiago Santana            | Simão                          |                   |                   |                   |                   | Fixo              |                   |
| Maiara Otero              | Cecilia "Ciça"                 |                   |                   |                   |                   | Fixo              |                   |
| Bruna Guasco              | Bruna                          |                   |                   |                   |                   | Fixo              | Fixo              |
| Vanderson Paulino         | Bernardo                       |                   |                   |                   |                   | Fixo              |                   |
| Rafael Perez Dutra        | Bento                          |                   |                   |                   |                   | Fixo              |                   |
| Samir Alves               | Yago                           |                   |                   |                   |                   | Fixo              |                   |
| Cauã Bernardes Souza      | Guido                          |                   |                   |                   |                   | Fixo              |                   |
| Greta Antoine             | Inês                           |                   |                   |                   |                   |                   | Fixo              |
| Bruno Gagliasso           | Rodrigo                        |                   |                   |                   |                   |                   | Fixo              |
| Yuri Xavier               | Yuri                           |                   |                   |                   |                   |                   | Fixo              |
| Raissa Medeiros           | Talita "Tali"                  |                   |                   |                   |                   |                   | Fixo              |
| Caio Romei                | Cassiano "Ruivo"               |                   |                   |                   |                   |                   | Fixo              |
| Giovanni Delgado          | Lucas                          |                   |                   |                   |                   |                   | Fixo              |
| Kayky Brito               | Fabrício                       |                   |                   |                   |                   |                   | Fixo              |
| Lucas Lourenço            | Mateus                         |                   |                   |                   |                   |                   | Fixo              |